# 李霽野
李霽野（1904年4月6日—1997年5月4日），男，安徽霍丘人，中国英語文學研究者、作家，魯迅學生。曾任天津市人民政府文化局局長。第二、三、四、五、六届全国政协委员。

## 生平
北京崇實中學（與鄭騫同學）、燕京大學外文系畢業。1925年在魯迅指導下，與小學同學韋素園、台静农、韦丛芜成立「未名社」。在魯迅指導下從事翻譯、寫作、出版等文化事業（發行《莽原半月刊》和《未名半月刊》2種刊物和多種圖書）。曹靖華也是未名社同人（曹靖華和韋素園的專業是俄語，李的專業是英語）

### 台灣期間
1946年陳儀請許壽裳辦臺灣省編譯館，他被聘為編纂兼名著編譯組主任。1947年5月16日編譯館撤廢，他在8月1日被國立臺灣大學聘為外國語言文學系教授。
李霽野在1949年6月學期結束前，辭呈都不敢提就永遠離開台灣，輾轉到了中國人民解放軍管治下的天津。
1949年7月11日，又名葉青的任卓宣在台北《民族報》發表〈寄傅斯年先生的一封公開信—論反共教育與自由主義〉，指控傅校長不但是蔡元培、胡適兩先生之高足，且繼承北京大學自由講學、自由研究的傳統風氣。出任臺灣大學校長後，亦將自由主義作風帶到臺灣來，在學術自由的掩護下，所聘教授中，竟有共黨分子和親共分子，以致學校成為政治上的特區，院系成為共產黨細菌的溫床，赤焰相當高漲。
傅斯年發表了〈傅斯年校長的聲明〉、〈傅斯年校長再一聲明〉，表示「對於文學院教授李霽野無故離職，傳聞前往共區一事，已經校內行政會議決議予以停薪處分，並函請警備司令部派員查明在案，校方完全依法辦理，豈有袒護親共分子之理？學校必定有聞便查，查明便辦，絕不護短。」

### 返回中國大陸
1949年9月1日起出任南開大學外文系教授兼主任。1956年入中國共產黨。
1960年在英語專業外增設俄語專業，1961年開設英文研究生班，1972年增設日本語專業。1982年轉任外文系教授兼名譽系主任，1995年退休。

## 作品
著作結成9卷本《李霽野文集》。
譯有《四季隨筆》、《簡愛》等書。